# Katharina Grompe
Katharina Grompe (* 1. September 1993 in Dortmund, Nordrhein-Westfalen) ist eine ehemalige deutsche Leichtathletin, die sich auf Sprints spezialisiert hatte.

## Sportliche Karriere
In ihrer Kindheit betrieb sie Judo; wegen ihres Bewegungsdrangs riet ihr Trainer ihren Eltern zum Wechsel, und so begann sie beim TVE Barop mit Leichtathletik, bevor sie zur LG Olympia Dortmund wechselte.
Nachdem sie 2009 bei den Deutschen Jugendmeisterschaften über 200 Meter noch Zweite geworden war, errang sie im Jahr darauf bei den B-Jugendmeisterschaften (U18) in Ulm ihren ersten nationalen Titel in 24,13 s und verpasste über 100 Meter mit 12,01 s den Finallauf nur knapp. 2011 verteidigte sie ihren Meistertitel über 200 Meter und gewann mit der 4-mal-100-Meter-Staffel bei den U20-Europameisterschaften in Tallinn Gold. Die Staffel stellte dabei mit 43,42 s einen neuen Europarekord auf. Über 200 Meter belegte sie mit 24,01 s Platz 8.
Das Jahr 2012 begann mit Rückenproblemen, dennoch lief sie die 100 Meter in persönlicher Bestleistung mit 11,65 s und gewann bei den U20-Weltmeisterschaften 2012 in Barcelona mit der deutschen Staffel Silber; über 100 Meter schied sie mit 12,06 s in der Qualifikation aus. 2013 gewann sie bei den U23-Europameisterschaften in Tampere mit der Staffel Gold und wurde daraufhin für die Weltmeisterschaften 2013 in Moskau nominiert. Beim letzten Wettkampf vor der Abreise zog sie sich jedoch einen Muskelfaserriss zu und musste auf die Teilnahme verzichten. Im Oktober 2013 verlängerte sie ihren Vertrag mit der LGO bis 2016.
2014 erlitt sie zu Beginn der Hallensaison erneut einen Muskelfaserriss, konnte jedoch Anfang Juni beim Borsig Meeting in Gladbeck wieder antreten und stellte eine neue persönliche Bestleistung von 11,43 s auf. Wegen Achillessehnenbeschwerden musste sie die Saison jedoch im Juli beenden.
2015 erreichte sie bei den Deutschen Hallenmeisterschaften in Karlsruhe mit 7,34 s über 60 Meter eine persönliche Bestleistung. Grompe musste sich dann einer Operation am hinteren Schienbeinmuskel unterziehen und für ein Jahr aussetzen. Auch in den Folgejahren wurde Grompe immer wieder durch verschiedene Verletzungen zurückgeworfen, sodass sie auch nach ihrem zur Saison 2018 erfolgten Wechsel zum LC Paderborn zunächst keine Wettkämpfe bestritt.
2019 trat Grompe nach vier Jahren Pause Anfang Februar wieder bei einem Wettkampf an. Bei den nordrhein-westfälischen Hallenmeisterschaften lief sie im Vorlauf über 60 Meter 7,40 s und belegte im Finale in 7,42 s den zweiten Platz. Zwei Wochen später verbesserte sie ihre Bestleistung im Vorlauf der Deutschen Hallenmeisterschaften um eine Hundertstelsekunde auf 7,33 s. Im Finale sprintete sie in 7,35 s mit einer im Lauf erlittenen leichten Verletzung auf Rang 4.
2020 hatte sich Grompe die Teilnahme an den Olympischen Sommerspielen sowie den Europameisterschaften vorgenommen und war deshalb zum Hamburger SV gewechselt. Einen erneuten Anlauf auf die wegen der COVID-19-Pandemie verschobenen Sporthöhepunkte wollte sie nicht nehmen, erklärte Ende des Jahres ihre Leistungssportkarriere für beendet und sucht ihre berufliche Zukunft als Athletiktrainerin in Hamburg.

## Bestleistungen
(Stand: 2. Dezember 2020)

Halle
- 60 m: 7,33 s, 16. Februar 2019, Leipzig
- 200 m: 23,72 s, 24. Februar 2013, Dortmund
- 4 × 200 m: 1:38,82 min, 24. Februar 2013, Dortmund

Freiluft
- 100 m: 11,43 s (+0,2 m/s), 7. Juni 2014, Gladbeck
- 200 m: 23,53 s (+0,4 m/s), 19. Juli 2013, Bottrop
- 4 × 100 m: 43,29 s, 14. Juli 2013, Tampere

## Sportliche Erfolge (Auswahl)
- 4. Platz Hallen-DM 2019 (60 m)
- U23-Europameisterin 2013 (100 m Staffel)
- Deutsche U23-Meisterin 2013 (200 m)
- 3. Platz Hallen-DM 2013 (200 m)
- 2. Platz Junioren-WM 2012 (100 m Staffel)
- Junioreneuropameisterin 2011 (100 m Staffel)
- Deutsche U23-Meisterin 2011 (200 m)
- Deutsche U20-Meisterin 2011 (200 m)
- Deutsche U18-Meisterin 2010 (200 m)

## Auszeichnungen
- Dortmunds Sportlerin des Jahres 2011